# María Luisa Josefina của Tây Ban Nha
María Luisa Josefina của Tây Ban Nha (phát âm tiếng Tây Ban Nha: [maˈɾi.a ˈlwisa], 6 tháng 7 năm 1782 – 13 tháng 3 năm 1824) là Infanta Tây Ban Nha, con gái của Carlos IV của Tây Ban Nha và María Luisa xứ Parma. Năm 1795, María Luisa Josefina kết hôn với người em họ đời đầu của mình là Ludovico, Công tử thừa kế xứ Parma. María Luisa trải qua những năm đầu tiên của cuộc hôn nhân tại triều đình Tây Ban Nha, nơi đứa con đầu lòng của hai vợ chồng là Công tôn Carlo Ludovico chào đời.
Năm 1801, Hiệp ước Aranjuez đã đưa chồng của María Luisa Jossefina lên ngai vàng Vương quốc Etruria, một vương quốc được thành lập từ lãnh thổ của Đại công quốc Toscana để đổi lấy việc Vương tộc Borbone-Parma từ bỏ Công quốc Parma, do đó Ludovico trở thành Ludovico I của Etruria. Hai vợ chồng đến Firenze, thủ đô của vương quốc vào tháng 8 năm 1801. Trong một chuyến thăm ngắn đến Tây Ban Nha vào năm 1802, María Luisa sinh đứa con thứ hai. Triều đại của chồng vương nữ ở Etruria không được thuận lợi bởi tình hình sức khoẻ của chồng. Ludovico I mất năm 1803 ở tuổi 29, sau một cơn động kinh. María Luisa làm nhiếp chính cho con trai Ludovico II lúc đó mới 4 tuổi. Trong thời gian cầm quyền ở Firenze, Thái hậu María Luisa Jossefina đã cố gắng giành được sự ủng hộ của thần dân, nhưng việc cai trị Etruria của thái hậu đã bị chấm dứt bởi Hoàng đế Napoleon I, người đã buộc Thái hậu phải rời đi cùng các con của mình vào tháng 12 năm 1807. Theo một phần của Hiệp ước Fontainebleau, Napoléon đã hợp nhất Etruria dưới quyền cai trị của Đệ Nhất Đế chế Pháp. Năm 1809, hoàng đế cho tái lập Đại công quốc Toscana và trao nó cho em gái của mình là Élisa Bonaparte, lúc đó đang cai trị Thân vương quốc Lucca và Piombino.
Sau một cuộc gặp mặt vô ích với Napoléon ở Milano, María Luisa sống lưu vong cùng gia đình ở Tây Ban Nha. Triều đình Tây Ban Nha bị chia rẽ sâu sắc và một tháng sau khi María Luisa đến, đất nước rơi vào tình trạng bất ổn khi một cuộc nổi dậy của quần chúng nổ ra, được gọi là Cuộc binh biến Aranjuez, buộc cha của María Luisa phải thoái vị để ủng hộ con trai là Thái tử Fernando lên ngôi. Napoléon mời hai cha con đến Bayonne, Đệ Nhất Đế chế Pháp, với lý do làm trung gian hòa giải, nhưng lại trao vương quốc Tây Ban Nha cho em trai của mình là Joseph Bonaparte lúc đó đang làm Quốc vương của Vương quốc Napoli và Vương quốc Sicilia. Napoléon cho gọi các thành viên còn lại của vương thất Tây Ban Nha đến Pháp và khi vương thất rời đi vào ngày 2 tháng 5 năm 1808, người dân Madrid đã nổi dậy chống lại sự chiếm đóng của Pháp. Tại Pháp, María Luisa được đoàn tụ với cha mẹ khi lưu vong. María Luisa Jossefina là thành viên duy nhất của vương thất Tây Ban Nha trực tiếp chống đối Napoléon. Sau khi kế hoạch trốn thoát bí mật của María Luisa bị phát hiện, thái hậu bị tách khỏi con trai và bị giam cùng con gái như tù nhân trong một tu viện ở Roma.
María Luisa, được biết đến là Vương hậu Etruria trong suốt cuộc đời của mình, đã giành lại tự do vào năm 1814 khi Đế chế của Napoléon sụp đổ. Trong những năm tiếp theo, thái hậu tiếp tục sống ở Roma với hy vọng khôi phục lại các lãnh thổ cũ của con trai mình. Để đưa ra yêu sách của mình, María Luisa Josefina đã viết một quyển hồi ký, nhưng thất vọng khi Đại hội Viên (1814–15) đã không trả Công quốc Parma cho gia đình thái hậu, mà thay vào đó là Công quốc Lucca có diện tích nhỏ hơn nhiều, được tạo ra bằng cách tách một phần lãnh thổ của Đại công quốc Toscana trước đây. Như một sự an ủi, María Luisa được phép giữ lại tước hiệu Vương hậu của mình. Ban đầu miễn cưỡng chấp nhận thỏa thuận này, María Luisa đã không nắm chính quyền Lucca cho đến tháng 12 năm 1817. Với tư cách là một Nữ Công tước trị vì của Công quốc Lucca, Nữ Công tước đã coi thường hiến pháp do Đại hội Viên đặt ra. Trong thời gian ở trong cung điện của mình ở Roma, María Luía Josefina qua đời vì bệnh ung thư ở tuổi 41.

## Vương nữ của Tây Ban Nha
Sinh ra tại Cung điện San Ildefonso, Segovia, Tây Ban Nha. Maria Luisa là con gái thứ 3 còn sống của Vua Carlos IV của Tây Ban Nha và vợ ông là Maria Luisa xứ Parma, cháu gái của Vua Pháp là Louis XV và Vương hậu Marie Leszczyńska. Cô được đặt tên là Maria Luisa Josefina Antonieta, theo tên chị gái, Maria Luisa Carlota, người đã qua đời chỉ bốn ngày trước khi Maria Luisa chào đời, vào ngày 2 tháng 7, và theo tên của mẹ cô là  Maria Luisa xứ Parma.
Năm 1795, anh họ đời đầu của Maria Luisa là Ludovico, Công tử kế vị xứ Parma, đến triều đình Tây Ban Nha để hoàn thành chương trình học của mình. Có sự thỏa thuận giữa hai gia đình hoàng gia rằng Ludovico sẽ cưới một trong những cô con gái của Carlos IV. Người ta dự đoán rằng ông sẽ kết hôn với Vương nữ Maria Amalia, con gái lớn chưa lập gia đình của nhà vua. Lúc đó cô mới 15 tuổi, tính tình nhút nhát và u sầu. Ludovico, người cũng nhút nhát và dè dặt không kém, lại thích Vương nữ Maria Luisa, em gái của Maria Amalia, dù chỉ mới 12 tuổi nhưng tính tình vui vẻ hơn và có phần ưa nhìn hơn. Cả bốn cô con gái của Carlos IV đều thấp bé và giản dị, nhưng Maria Luisa lại thông minh, hoạt bát và vui tính. Cô ấy có mái tóc xoăn đen, đôi mắt nâu và chiếc mũi kiểu Hy Lạp. Tuy không xinh đẹp nhưng gương mặt cô rất biểu cảm và tính cách rất sinh động. Cô ấy là người rộng lượng, tốt bụng và sùng đạo. Cả hai chi em đều có ấn tượng tốt với Công tử xứ Parma, một chàng trai trẻ cao và đẹp trai, và cuối cùng khi Ludovico chọn cô em gái.

## Hôn nhân

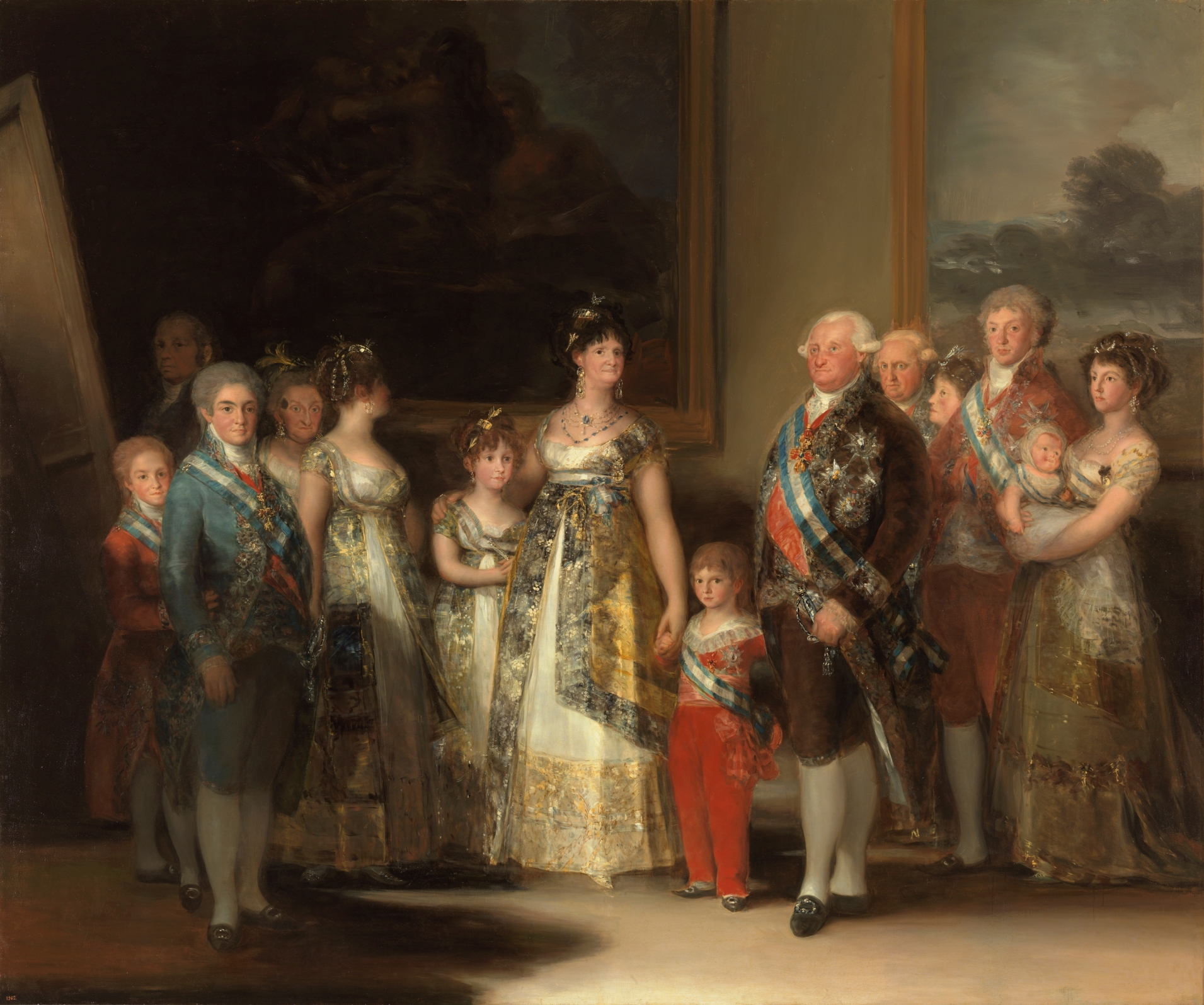
Bức tranh Gia đình của Carlos IV của Francisco de Goya. Maria Luisa đang ở bên cạnh chồng mình với đứa con trai trong vòng tay ở phía bên phải của bức tranh.

Ludovico được phong làm Infante của Tây Ban Nha và kết hôn với Maria Luisa vào ngày 25 tháng 8 năm 1795 tại Cung điện Hoàng gia La Granja. Trong một đám cưới đôi với chị gái, Maria Amalia, người được dự định là cô dâu ban đầu, đã kết hôn với người chú ruột lớn tuổi hơn mình là Infante Antonio. Cuộc hôn nhân giữa hai tính cách khác biệt hóa ra lại hạnh phúc, mặc dù nó bị ảnh hưởng bởi sức khỏe kém của Ludovico: Ông yếu ớt, mắc các vấn đề về ngực và kể từ một tai nạn thời thơ ấu khi ông đập đầu vào bàn đá cẩm thạch, ông đã bị động kinh. Theo năm tháng, sức khỏe của ông ngày càng suy yếu và ông ngày càng phụ thuộc vào vợ mình. Cặp đôi trẻ vẫn ở lại Tây Ban Nha trong những năm đầu của cuộc hôn nhân, đó là khoảng thời gian hạnh phúc nhất trong cuộc đời họ. Vào đầu năm 1796, cặp đôi đã đi qua Castilla, Extremadura cho đến tận Bồ Đào Nha.
Maria Luisa chỉ mới 13 tuổi khi bà kết hôn, và đứa con đầu lòng của bà phải bốn năm sau mới chào đời. Con trai đầu lòng của bà là Carlo Lodovico, chào đời tại Madrid vào ngày 22 tháng 12 năm 1799. Sau đó, cặp đôi này muốn đến Parma, vùng đất mà họ sẽ thừa kế, nhưng Nhà vua và Vương hậu Tây Ban Nha không muốn cho họ rời đi. Họ vẫn ở Tây Ban Nha vào mùa xuân năm 1800 và ở tại Cung điện ở Aranjuez khi họ góp mặt trong bức vẽ cùng gia đình hoàng gia The Family of Charles IV của Goya.

## Vương hậu Etruria

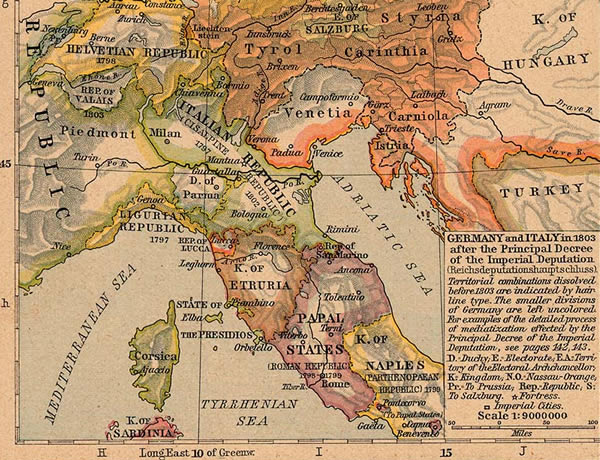
Vương quốc Etruria năm 1803

Cuộc đời của Maria Luisa chịu ảnh hưởng sâu sắc bởi các hành động của Napoleon Bonaparte. Napoleon muốn có Tây Ban Nha làm đồng minh của Pháp để cùng chống lại Vương quốc Anh. Vào mùa hè năm 1800, ông đã cử em trai mình là Lucien Bonaparte đến triều đình Tây Ban Nha với các đề xuất mà sau đó dẫn đến Hiệp ước Aranjuez (1801). Napoleon, người đã chinh phục Bán đảo Ý, đề xuất bồi thường cho Nhà Bourbon-Parma vì mất Công quốc Parma bằng cách thành lập Vương quốc Etruria mới cho Ludovico, người thừa kế Parma. Vương quốc mới được thành lập từ lãnh thổ của Đại công quốc Toscana.
Để nhường chỗ cho Nhà Bourbon-Parma, Đại công tước Ferdinando III của Nhà Habsburg-Lorraine đã bị lật đổ và được bồi thường bằng lãnh thổ Tổng giáo phận vương quyền Salzburg với tên gọi là Tuyển hầu xứ Salzburg. Maria Luisa, người chưa bao giờ sống xa gia đình và hoàn toàn thiếu kinh nghiệm trong các vấn đề chính trị, đã phản đối kế hoạch này. Một trong những điều kiện của Napoleon là cặp đôi trẻ phải đến Paris và nhận được sự phong chức từ ông, trước khi chiếm hữu Etruria. Maria Luisa miễn cưỡng thực hiện chuyến đi đến Pháp, nơi mà chỉ bảy năm trước đó, những người họ hàng của bà là Vua Louis XVI và Vương hậu Marie Antoinette đã bị Cách mạng Pháp chém đầu. Tuy nhiên, do bị gia đình thúc ép, bà đã làm theo lời họ. Vào ngày 21 tháng 4 năm 1801, cặp đôi và con trai rời Madrid, vượt biên giới ở Bayonne và đi ẩn danh đến Pháp dưới cái tên Bá tước xứ Livorno. Napoleon đã tiếp đón họ rất chu đáo khi họ đến Paris vào ngày 24 tháng 5. Lúc đầu, cặp đôi trẻ không tạo được ấn tượng tốt. Trong hồi ký của mình, Laure Junot, Nữ công tước xứ Abrantes đã mô tả tính cách của Maria Luisa là "sự pha trộn giữa sự nhút nhát và kiêu ngạo, lúc đầu khiến bà kiềm chế trong cách nói chuyện và cách cư xử".
Về phần mình, Maria Luisa không thích chuyến thăm Paris của mình. Bà bị ốm hầu hết thời gian của chuyến đi, bị sốt, thường phải nằm trên giường và chỉ miễn cưỡng tham gia vào các hoạt động giải trí vì danh dự của mình. Bà lo lắng về sức khỏe của chồng mình, người phụ thuộc vào bà trong mọi việc. Một ngày nọ, khi Ludovico bước ra khỏi xe ngựa tại Château de Malmaison, nơi họ sẽ dùng bữa tối, ông đột nhiên ngã xuống đất trong một cơn động kinh. Nữ công tước xứ Abrantès đã mô tả cảnh tượng này trong hồi ký của bà:
"Vương hậu tỏ ra rất đau khổ và cố gắng che giấu chồng mình; ... ông ấy tái nhợt như người chết và nét mặt hoàn toàn thay đổi..."

Trong hồi ức của người hầu cận của Napoleon, Maria Luisa đã để lại ấn tượng thuận lợi hơn chồng mình: "Vương hậu Etruria, theo ý kiến của Đệ nhất Tổng tài, sáng suốt và thận trọng hơn chồng mình.. [bà] ăn mặc chỉnh tề vào buổi sáng trong suốt cả ngày, và đi dạo trong vườn, đầu đội hoa hoặc vương miện, và mặc một chiếc váy, phần đuôi váy quét cát trên lối đi: thường cũng bế trên tay một trong những đứa con của mình.., vào ban đêm, việc vệ sinh của Vương hậu có phần lộn xộn. Bà không hề xinh đẹp, và cách cư xử của bà không phù hợp với địa vị của mình. Nhưng, điều đó đã chuộc lại tất cả những điều này, bà là người tốt bụng, được những người hầu của mình yêu mến và rất cẩn thận trong việc hoàn thành nhiệm vụ của một người vợ và người mẹ. Do đó, Đệ nhất Tổng tài, người đã đưa ra quan điểm lớn về đức hạnh gia đình, đã tuyên bố dành cho bà sự tôn trọng cao nhất".
Vào ngày 30 tháng 6, sau khi ở lại Paris trong ba tuần, Maria Luisa và chồng bà, đi về phía nam đến Parma. Tại Piacenza, họ được cha mẹ của Ludovico chào đón, cùng nhau họ đến Parma và Maria Luisa gặp hai người chị chưa lập gia đình của chồng mình. Họ thấy Ludovico đã nói tiếng Ý với giọng nước ngoài trong khi tiếng Ý của Maria Luisa thường pha lẫn các từ tiếng Tây Ban Nha. Sau ba tuần ở Parma, họ vào Vương quốc Etruria. Vào ngày 12 tháng 8, họ đến Florence. Tướng Joachim Murat của Pháp đã được cử đến Florence để chuẩn bị Cung điện Pitti cho họ. Nhưng Vua và Vương hậu Etruria đã không có khởi đầu tốt đẹp trong cuộc sống mới của họ. Maria Luisa bị sảy thai, trong khi sức khỏe của người chồng yếu ớt của bà ngày càng xấu đi, các cơn động kinh ngày càng thường xuyên hơn. Cung điện Pitti, nơi ở của Vua và Vương hậu, là ngôi nhà cũ của các Đại công tước Medici. Cung điện đã bị bỏ hoang sau cái chết của vị Đại công tước Medici cuối cùng và Đại công tước Ferdinando III bị phế truất đã mang theo hầu hết đồ vật có giá trị của cung điện. Thiếu tiền, Maria Luisa và chồng bà buộc phải trang bị đồ đạc cho Cung điện Pitti bằng cách mượn đồ nội thất từ giới quý tộc địa phương.

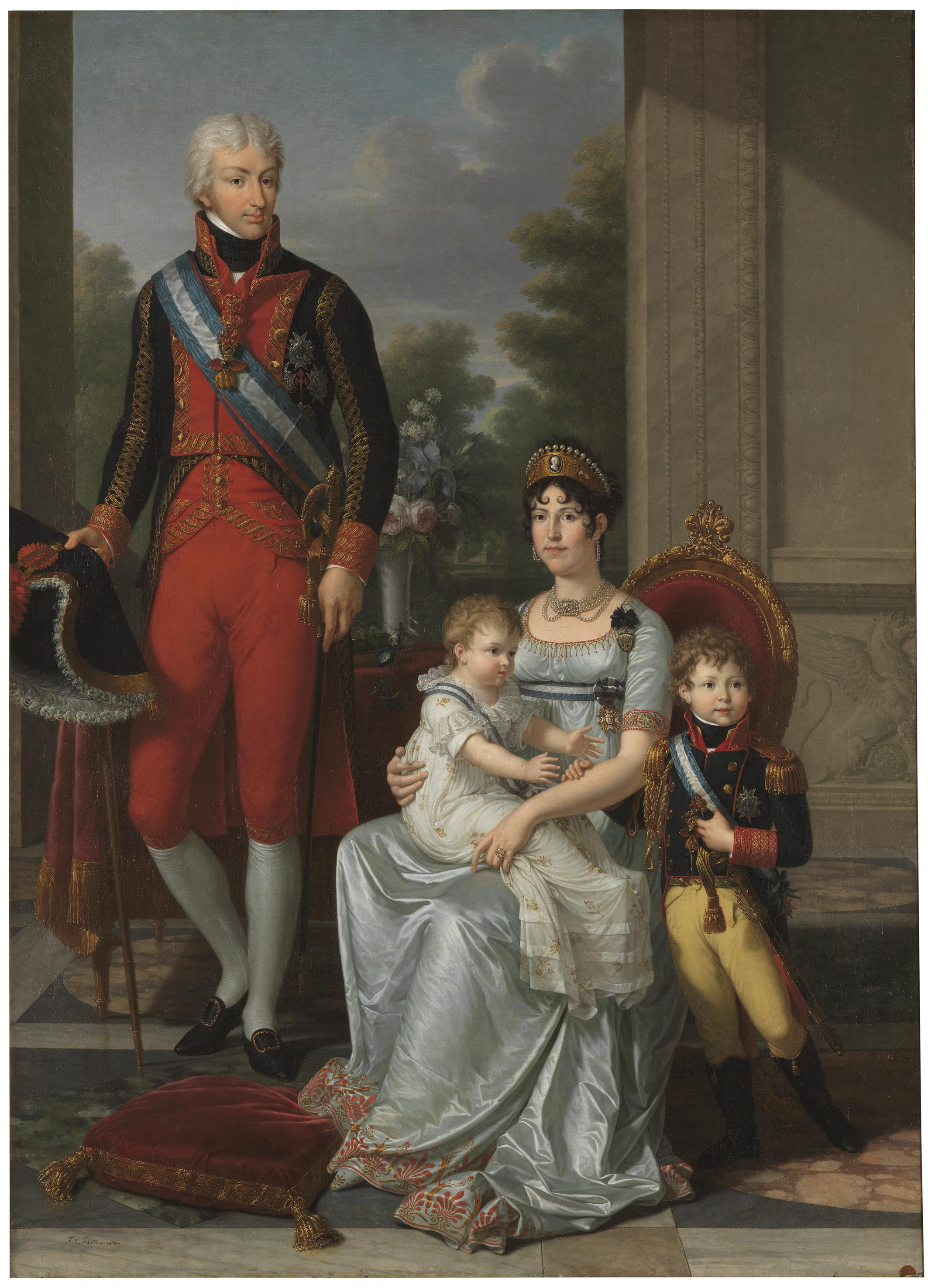
Gia đình Vua Etruria

Nhà vua và Vương hậu đều có ý định tốt nhưng họ bị dân chúng và giới quý tộc tiếp đón với thái độ thù địch, họ nhớ vị Đại công tước tiền nhiệm được lòng dân, vì thế coi gia đình hoàng gia mới như là công cụ trong tay người Pháp. Tài chính của Vương quốc Etruria ở trong tình trạng tồi tệ; đất nước bị tàn phá bởi chiến tranh, mùa màng thất bát và chi phí lớn để duy trì quân đội Pháp không được lòng dân đồn trú tại Etruria, mà mãi sau này mới được thay thế bằng quân đội Tây Ban Nha do Vua Carlos IV cử đến. Năm 1802, Maria Luisa và chồng được mời đến Tây Ban Nha để tham dự lễ cưới đôi của anh trai bà là Thái tử Fernando với Maria Antonia của Napoli và của em gái út Vương nữ Maria Isabel với Francis I của Napoli. Với những khó khăn về tài chính và kinh tế của Etruria, sức khỏe của Ludovico suy yếu và Maria Luisa đang trong giai đoạn đầu mang thai, việc ra nước ngoài rõ ràng là không tiện lợi, nhưng dưới áp lực của cha bà và muốn gặp gia đình bà, họ bắt đầu hành trình trở về quê hương bằng đường biển.
Ludovico đã bị ốm trước khi lên tàu, việc chờ đợi ông bình phục đã trì hoãn kế hoạch của họ trong một tháng. Khi đã ra khơi, họ gặp bão trong 3 ngày. Vào ngày thứ hai trên tàu, ngày 2 tháng 10 năm 1802, vẫn còn ở vùng biển rộng trước khi đến Barcelona, Maria Luisa gặp khó khăn khi sinh con gái Maria Luisa Carlota (được đặt theo tên chị gái đã khuất của Maria Luisa). Lúc đầu, các bác sĩ nghĩ rằng cả hai mẹ con sẽ không qua khỏi. Cặp đôi cũng phát hiện ra rằng họ đã đến quá muộn để làm lễ cưới. Maria Luisa, vẫn rất đang ốm, đã đợi ba ngày trên tàu để hồi phục trước khi cô lên bờ ở Barcelona, nơi cha mẹ cô đang đợi cô. Một tuần sau khi họ đến nơi, họ nhận được tin rằng cha của Ludovico là Cựu công tước Ferdinand, đã qua đời. Ốm yếu và không vui, Ludovico muốn trở về Etruria của mình càng sớm càng tốt, nhưng Vua Carlos IV và Maria Luisa nhất quyết đưa họ đến triều đình ở Madrid. Phải đến ngày 29 tháng 12, họ mới được phép bắt đầu chuyến đi rời Tây Ban Nha bằng đường biển ở Cartagena.
Trở lại Etruria, căn bệnh của nhà vua đã được che giấu cẩn thận khỏi dân chúng, vì Maria Luisa chỉ xuất hiện trong các sự kiện công cộng và giải trí tại triều đình. Vì điều này, bà bị buộc tội là đã chế ngự chồng mình và vui vẻ khi ông vắng mặt. Ludovico qua đời vào ngày 27 tháng 5 năm 1803, hưởng thọ 29 tuổi, do hậu quả của một cơn động kinh.

## Nhiếp chính Etruria

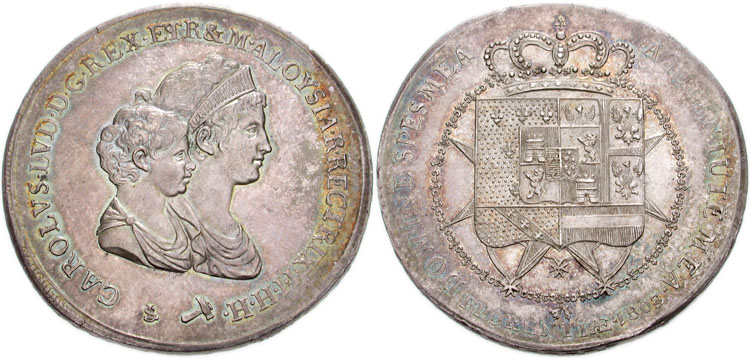
Xu bạc: 10 lire của Vương quốc Etruria, mặt trước là chân dung của Vua Ludivico II và Thái hậu nhiếp chính Maria Luisa (1803)

Quá đau buồn vì cái chết của chồng, bà đã mắc phải một căn bệnh thần kinh. Bà làm nhiếp chính cho con trai mình là Ludovico II (4 tuổi), vị vua mới của Etruria. Bả chỉ mới 20 tuổi khi trở thành góa phụ, các kế hoạch cho một cuộc hôn nhân mới đã được cân nhắc: Pháp và Tây Ban Nha muốn gả bà cho người anh họ đầu tiên của bà là Vương tử Pedro Carlos của Tây Ban Nha và Bồ Đào Nha, nhưng cuộc hôn nhân không bao giờ thành hiện thực.
Trong 4 năm nhiếp chính, Maria Luisa đã tiếp quản chính quyền Etruria với sự giúp đỡ của các bộ trưởng của bà là Bá tước Fossombroni và Jean Garbiel Eynard (1775-1863). Cùng với họ, Maria Luisa đã tổ chức lại hệ thống thuế, tạo ra các ngành sản xuất chịu thuế như các công ty thuốc lá và đồ sứ và tăng quy mô quân đội. Thái hậu nhiếp chính đã chi tiêu xa hoa cho các dự án giáo dục, thành lập Trường Khoa học Cao cấp và Bảo tàng Vật lý và Lịch sử Tự nhiên của Florence.  Để lấy lòng người dân Florence, bà đã chiêu đãi xa hoa tại Cung điện Pitti, tổ chức tiệc chiêu đãi cho các nghệ sĩ và nhà văn, cũng như các quan chức chính phủ.
Mặc dù Maria Luisa khi đó đã thích nghi ở Florence, nhưng Hoàng đế Napoleon cũng bắt đầu khởi động những kế hoạch khác cho Bán đảo Ý và Tây Ban Nha: Tôi e rằng Nữ nhiếp chính vương còn quá trẻ và bộ trưởng của bà quá già để cai quản Vương quốc Etruria, ông nói. Bà bị buộc tội không thực thi lệnh phong tỏa Vương quốc Anh ở Etruria. Để tăng thêm sự cô lập cho Maria Luisa, Napoleon đã thay thế đại sứ Pháp tại Etruria, Hầu tước de Beauharnais, bằng Bá tước Hector d'Aubusson de la Feuillade, người ít thân thiện hơn, thị vệ của Hoàng hậu Josephine. Vào ngày 23 tháng 11 năm 1807, khi Maria Luisa đang ở tại Castello, nơi cư trú nông thôn của bà, đại sự Pháp đã đến thông báo với bà rằng Tây Ban Nha đã nhượng Etruria cho Pháp và ra lệnh cho bà rời khỏi Florence ngay lập tức. Cha bà đã đáp lại lời cầu xin của bà bằng sự bất lực: bà đã nhượng bộ và vội vã rời khỏi vương quốc, trở về với gia đình ở Tây Ban Nha, rời Florence vào ngày 10 tháng 12 năm 1807 cùng với các con của mình, tương lai của họ không chắc chắn. Napoleon đã sáp nhập lãnh thổ này vào Pháp và trao tước hiệu "Nữ Đại công tước xứ Toscana" cho em gái mình là Élisa Bonaparte.

## Cuộc sống lưu vong

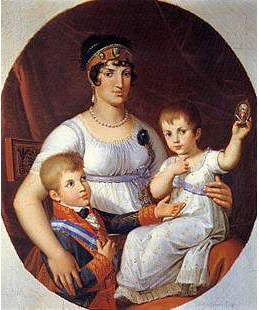
Maria Luisa và 2 con của bà

Maria Luisa cùng các con lưu vong đã đến Milan, nơi bà có một cuộc gặp với Hoàng đế Napoleon. Hoàng đế hứa với bà, như một sự đền bù cho việc mất Etruria, bà sẽ nhận được ngai vàng của Vương quốc Bắc Lusitania (ở phía Bắc Bồ Đào Nha), ông dự định thành lập sau cuộc chinh phục Vương quốc Bồ Đào Nha. Đây là một phần của Hiệp ước Fontainebleau giữa Pháp và Tây Ban Nha (tháng 10 năm 1807) cũng đã sáp nhập Etruria vào lãnh thổ của Napoleon. Napoleon đã ra lệnh xâm lược Bồ Đào Nha nhưng mục đích bí mật của ông cuối cùng là phế truất hoàng gia Tây Ban Nha và có quyền truy cập vào số tiền được chuyển từ các thuộc địa Tây Ban Nha ở Tân Thế giới. Theo một phần của thỏa thuận, Maria Luisa sẽ kết hôn với Lucien Bonaparte, người sẽ phải ly hôn với vợ mình, nhưng cả hai đều từ chối: Lucien vẫn gắn bó với vợ mình và Maria Luisa coi cuộc hôn nhân đó là sự không chung thủy, và bà sẽ không cho phép mình được đưa đến Bồ Đào Nha thay cho chị cả của mình là Vương hậu Carlota. Napoleon muốn Maria Luisa định cư ở Nice hoặc Turin, nhưng ý định của bà là đoàn tụ với cha mẹ ở Tây Ban Nha. Vượt qua miền Nam nước Pháp, bà vào Tây Ban Nha qua Barcelona vào ngày 3 tháng 2 và vào ngày 19, bà đoàn tụ với gia đình tại Aranjuez. Bà đặt chân đến một triều đình chia rẽ sâu sắc và một đất nước bất ổn: anh trai bà, Thái tử Fernando, Thân vương xứ Asturias, đã âm mưu chống lại cha họ và thủ tướng không được lòng dân Manuel Godoy.
Thái tử Fernando đã được ân xá nhưng với uy tín của gia đình bị lung lay, Napoleon đã nhân cơ hội này để xâm lược Tây Ban Nha. Với lý do gửi quân tiếp viện đến Lisbon, quân đội Pháp đã tiến vào Tây Ban Nha vào tháng 12. Triều đình Tây Ban Nha hoàn toàn không biết ý định thực sự của Napoleon, gia đình Hoàng gia Tây Ban Nha đã bí mật lên kế hoạch đào thoát đến Tân Tây Ban Nha (Mexico ngày nay), nhưng kế hoạch của họ đã thất bại. Vào thời điểm này, Maria Luisa đến Aranjuez vào ngày 19 tháng 2 năm 1808.
Những người ủng hộ Fernando đã lan truyền câu chuyện rằng thủ tướng Godoy đã phản bội Tây Ban Nha với Napoleon. Vào ngày 18 tháng 3, một cuộc nổi loạn của quần chúng được gọi là Cuộc nổi loạn Aranjuez đã diễn ra. Các thành viên của tầng lớp bình dân, binh lính và nông dân đã tấn công dinh thự của Godoy, bắt giữ ông và buộc Vua Carlos IV phế truất thủ tướng. Hai ngày sau, triều đình buộc Carlos IV phải thoái vị và nhường ngôi cho con trai mình, lúc này là Thái tử Fernando, Thân vương xứ Asturias. Việc Carlos IV thoái vị để ủng hộ Thái tử Fernando đã được người dân hoan nghênh nhiệt liệt.
Maria Luisa, người khi đó mới ở Tây Ban Nha chưa đầy một tháng, đã đứng về phía cha mình chống lại phe đảng của anh trai mình. Bà đóng vai trò trung gian giữa Carlos IV bị phế truất và tướng Pháp Joachim Murat, người đã tiến vào Madrid vào ngày 23 tháng 3. Napoleon, lợi dụng sự ganh đua giữa hai cha con Carlos, đã mời cả hai đến Bayonne, Pháp, bề ngoài là để làm trung gian. Cả hai vị vua, sợ sức mạnh của Pháp, đều cho rằng nên chấp nhận lời mời và đi riêng rẽ đến Pháp. Maria Luisa vừa mới hồi phục sau căn bệnh sởi vào thời điểm xảy ra cuộc nổi loạn Aranjuez, và không đủ sức khỏe để đi. Con trai bà cũng bị bệnh và bà ở lại với các con, chú Antonio và em trai Francisco de Paula. Tuy nhiên, Napoleon đã yêu cầu tất cả họ hàng của Nhà vua rời khỏi Tây Ban Nha và gọi họ đến Pháp. Khi họ rời đi vào ngày 2 tháng 5 năm 1808, người dân Madrid đã nổi dậy chống lại sự chiếm đóng của Pháp, nhưng cuộc nổi loạn đã bị Murat dập tắt.
Vào thời điểm đó, Maria Luisa đã trở nên mất lòng dân. Sự can thiệp vào Etruria đã gây ra rất nhiều thiệt hại cho Tây Ban Nha và việc Maria Luisa bí mật giao dịch với Murat đã bị coi là đi ngược lại lợi ích của quê hương bà. Bà được coi là một Thân vương nước ngoài ở Tây Ban Nha với mục đích giành ngai vàng cho con trai mình. Khi đến Bayonne, Maria Luisa được cha chào đón bằng những lời sau: "Con gái của ta, gia đình chúng ta sẽ mãi mãi không còn trị vì nữa". Napoleon đã buộc cả Carlos IV và Fernando VII từ bỏ ngai vàng của Tây Ban Nha và để đổi lấy việc họ từ bỏ mọi yêu sách, được hứa hẹn một khoản niên kim trợ cấp lớn và nơi cư trú tại Compiègne và Château de Chambord. Maria Luisa, người đã cố gắng thuyết phục Napoleon đưa bà trở lại nắm quyền ở Đại công quốc Toscana hoặc Công quốc Parma nhưng vô ích, bà đã được hoàng đế trợ cấp một khoản tiền lớn. Ông đảm bảo với bà rằng bà sẽ hạnh phúc hơn nhiều nếu không có những rắc rối của chính phủ, nhưng Maria Luisa đã công khai phản đối việc tịch thu các lãnh địa của con trai bà.

## Bị bắt giữ và giam cầm

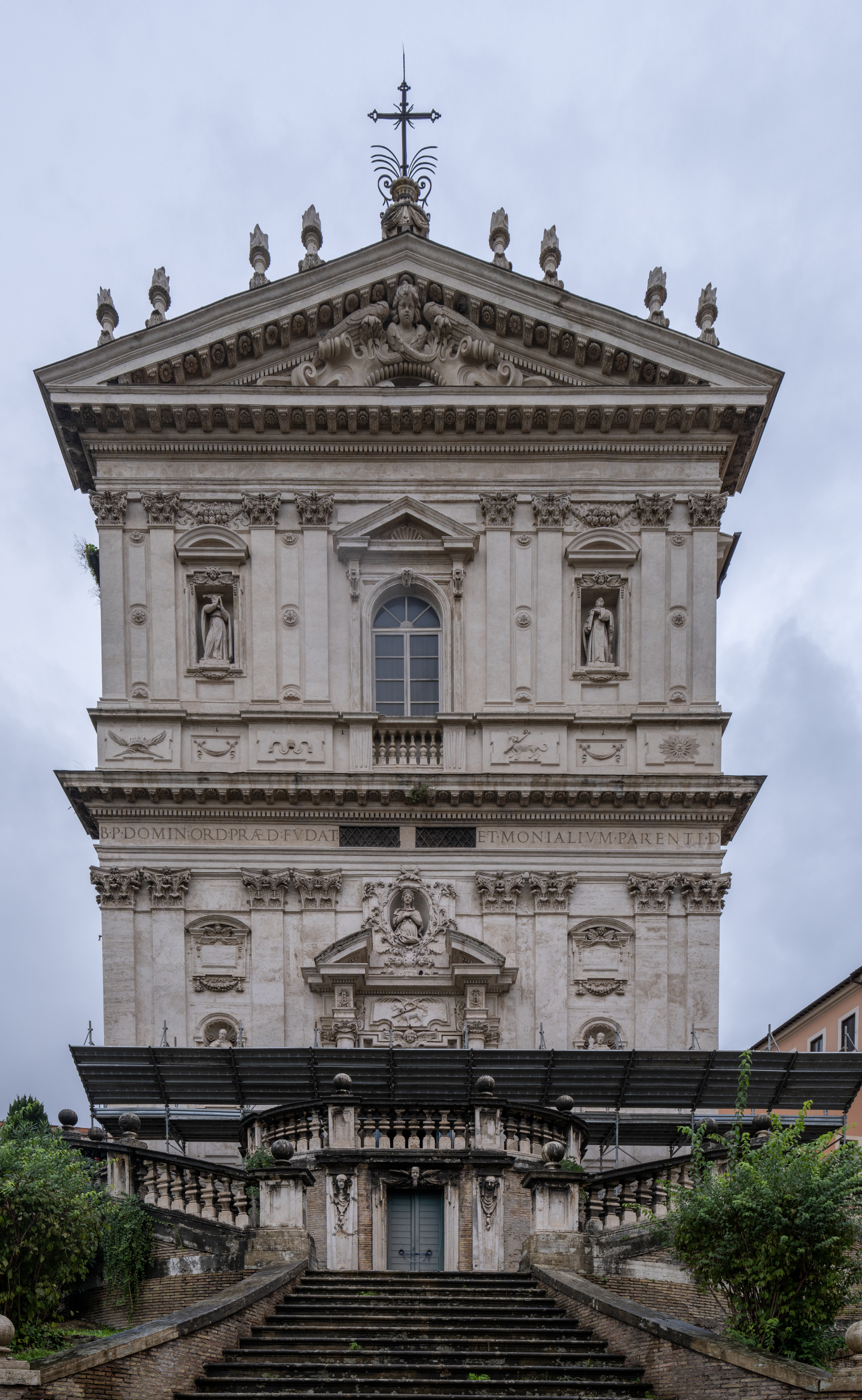
Tu viện Santi Domenico e Sisto nơi Maria Luisa bị giam cầm.

Napoleon trao ngai vàng Tây Ban Nha cho em trai mình là Joseph Bonaparte và buộc gia đình Hoàng gia Bourbon Tây Ban Nha phải lưu vong ở Fontainebleau. Maria Luisa yêu cầu một nơi cư trú riêng và chuyển đến cùng các con đến một ngôi nhà ở Passy, nhưng sớm được chuyển đến Compiègne vào ngày 18 tháng 6. Bà bị hành hạ bởi bệnh tật thường xuyên và thiếu tiền, và vì không có ngựa nên buộc phải đi bộ đến bất cứ nơi nào bà cần đến. Khi cuối cùng Napoleon gửi 12.000 franc làm khoản bồi thường đã hứa, chi phí cho chuyến đi của bà đến Pháp đã được giảm giá. Bà đã viết một lá thư phản đối, nói rằng các tù nhân không bao giờ phải trả tiền cho việc di dời của họ, nhưng bà được khuyên không nên gửi nó đi. Bà được hứa sẽ nghỉ hưu tại Cung điện Công tước Colorno ở Parma với một khoản trợ cấp đáng kể, nhưng khi đến Lyon, với lý do đưa bà đến đích, bà đã được hộ tống đến Nice, nơi bà bị giám sát chặt chẽ.
Bà có kế hoạch trốn sang Vương quốc Anh, nhưng những lá thư của bà đã bị chặn lại và hai đồng phạm của bà đã bị hành quyết. Maria Luisa bị bắt vào ngày 26 tháng 7 và bị kết án giam giữ trong một tu viện ở Rome, trong khi cậu con trai 9 tuổi của bà phải ở lại dưới sự chăm sóc của ông nội là cựu vương Carlos IV của Tây Ban Nha. Tiền trợ cấp của Maria Luisa bị giảm xuống còn 2.500 franc; tất cả đồ trang sức và đồ vật có giá trị của bà đều bị tịch thu. Bà bị giam giữ trong tu viện Santi Domenico e Sisto, gần Quirinal vào ngày 14 tháng 8 năm 1811 cùng với con gái và một người hầu gái. Những lời cầu xin khoan hồng của bà đã không được hồi đáp.
Vào ngày 18 tháng 3 năm 1812, Maria Luisa và các con của bà đã bị tước quyền đối với ngai vàng Tây Ban Nha bởi Cortes của Cádiz (Quốc hội) - nơi đóng vai trò là nhiếp chính sau khi Fernando VII bị phế truất - vì bà nằm dưới sự kiểm soát của Hoàng đế Napoleon. Quyền của bà không được phục hồi cho đến năm 1820. Cựu Vương hậu Etruria đã viết trong Hồi ký của mình:
Tôi đã ở trong tu viện đó trong hai năm rưỡi và một năm không gặp hoặc nói chuyện với bất kỳ ai. Tôi không được phép viết hoặc nhận tin tức, ngay cả từ con trai của chính mình. Tôi đã ở trong tu viện được mười một tháng khi cha mẹ tôi đến Rome cùng con trai tôi vào ngày 16 tháng 6 năm 1812. Tôi hy vọng sẽ được thả ngay sau khi họ đến, nhưng tôi đã nhầm, thay vì giảm bớt sự nghiêm ngặt của việc giam giữ, tôi đã bị áp dụng các lệnh nghiêm ngặt hơn.

Vào ngày 19 tháng 6 năm 1812, bà được phép gặp gia đình mình. Trong một cuộc gặp gỡ đầy cảm xúc, Maria Luisa đã lao vào vòng tay của mẹ mình, hôn con trai mình một cách điên cuồng và cha bà đã ôm chặt tất cả họ trong một cái ôm chung. Sau đó, Maria Luisa được phép gặp cha mẹ và con trai mình một lần mỗi tháng nhưng chỉ trong hai mươi phút và bị giám sát. Chỉ đến khi chế độ Napoleon sụp đổ, cánh cổng nhà tù của bà mới mở ra. Vào ngày 14 tháng 1 năm 1814, sau hơn 4 năm bị giam cầm, bà được giải thoát khi quân đội của Joachim Murat tiến vào Rome.

## Đại hội Viên

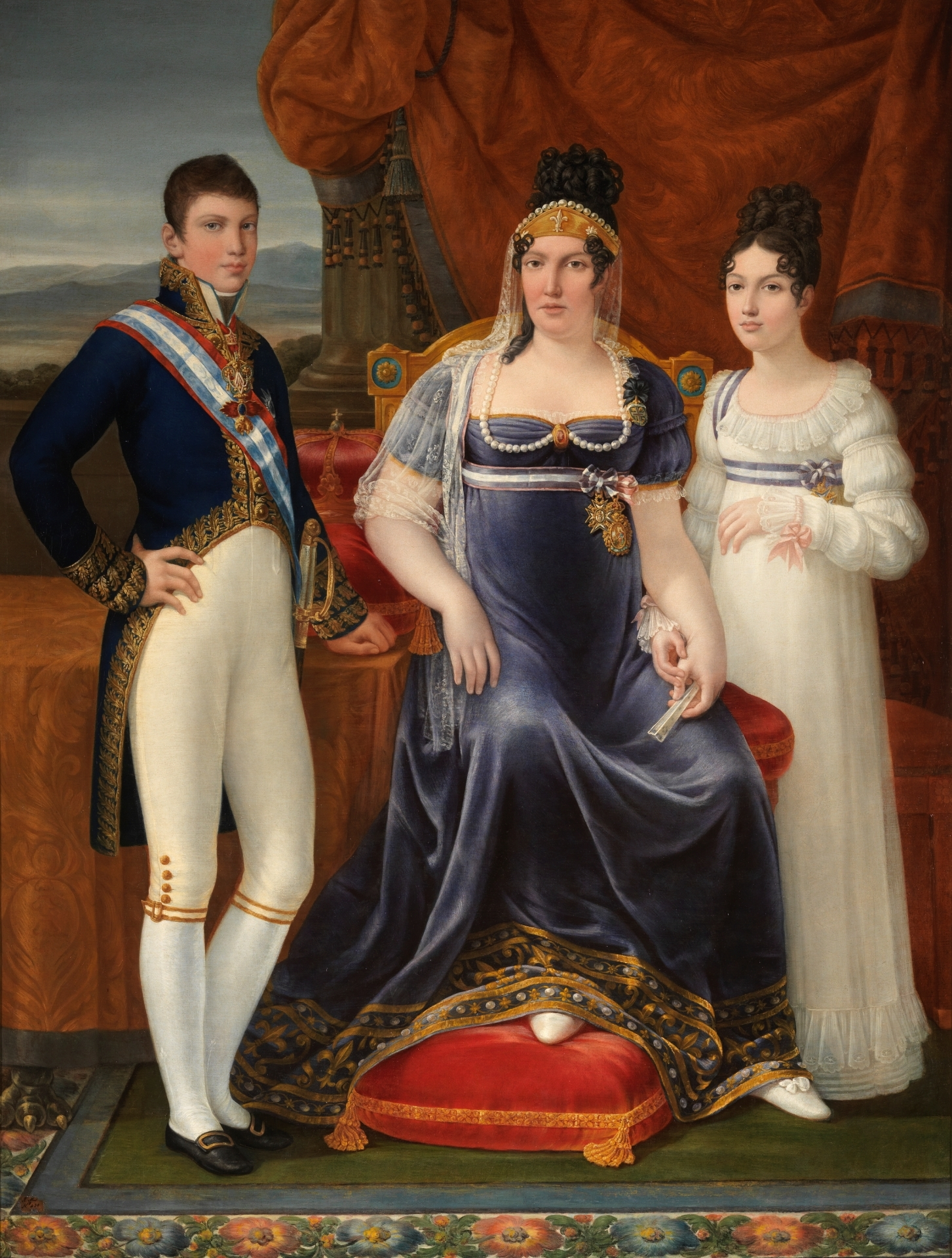
Maria Luisa, Vương hậu Etruria cùng hai con Carlo Ludovico và Luisa Carlota, được vẽ bởi José Aparicio e Inglada, 1815.

Maria Luisa cùng các con và cha mẹ chuyển đến Cung điện Barberini. Bà hy vọng các điền trang của con trai mình sẽ được phục hồi khi Đại hội Viên (1814–15) nhóm họp để sắp xếp lại bản đồ châu Âu, bà đã nhanh chóng viết và xuất bản Hồi ký của Vương hậu Etruria, ban đầu được viết bằng tiếng Ý nhưng được dịch sang các ngôn ngữ khác nhau, để trình bày vụ việc của mình. Khi Napoleon trở về sau thời gian lưu đày ở Đảo Elba, Maria Luisa và cha mẹ bà đã trốn khỏi Rome, chuyển từ thành phố này sang thành phố khác ở Bán đảo Ý. Nữ bá tước de Boigne đã gặp bà ở Genoa và thấy bà luộm thuộm và thô tục. Khi Napoleon bị đánh bại ở Waterloo, họ đã trở về Rome.
Tại Đại hội Viên, quyền lợi của Maria Luisa được đại diện bởi nhà ngoại giao người Tây Ban Nha, Hầu tước xứ Labrador, một người đàn ông bất tài, người đã không thúc đẩy thành công các mục tiêu ngoại giao của đất nước mình hoặc của Maria Luisa. Thủ tướng Áo là Hoàng thân Klemens von Metternich đã quyết định không trả lại Công quốc Parma cho Nhà Bourbon-Parma mà trao nó cho vợ của Cựu hoàng đế Napoleon là Maria Ludovica của Áo. Maria Luisa đã cầu xin sự giúp đỡ với anh trai là Fernando VII của Tây Ban Nha, Giáo hoàng và Sa hoàng Aleksandr I của Nga. Cuối cùng, Đại hội quyết định đền bù cho Maria Luisa và con trai bà bằng Công quốc Lucca nhỏ hơn, được tách ra từ Đại công quốc Toscana. Bà vẫn giữ danh hiệu Vương hậu như trước đây ở Etruria. Anh trai bà, Fernando VII của Tây Ban Nha đã từ chối ký cả Đạo luật cuối cùng của Đại hội Viên và Hiệp ước Paris năm 1815 sau đó.
Maria Luisa ngoan cố từ chối thỏa hiệp này trong hơn 2 năm. Trong thời gian này, bà sống cùng các con trong một cung điện La Mã. Mối quan hệ gia đình trở nên căng thẳng: cha mẹ bà và anh trai Fernando VII muốn gả con gái của Maria Luisa là Maria Luisa Carlota, khi đó mới 14 tuổi, cho Francisco de Paula, em trai út của Maria Luisa. Bà phản đối kế hoạch này, cho rằng anh trai bà (hơn cô con gái nhỏ tám tuổi) là quá liều lĩnh. Bà cũng từ chối một kế hoạch được đề xuất để con trai bà kết hôn với Maria Cristina xứ Napoli, con gái của chị gái bà là Maria Isabel.
Muốn độc lập khỏi gia đình, Maria Luisa chấp nhận giải pháp được đưa ra trong Hiệp ước Paris năm 1817: sau khi Marie Louise của Áo qua đời, Công quốc Parma sẽ được trả lại cho con trai bà và những hậu duệ nam trực hệ của ông. Maria Luisa trở thành Nữ công tước xứ Lucca theo đúng nghĩa của bà (Suo jure) và được trao cấp bậc và đặc quyền của một Vương hậu. Con trai bà là Carlo Ludovico, sẽ kế vị bà chỉ sau khi bà qua đời và trong thời bà tại vị, con trai bà sẽ được phong là Công tử xứ Lucca. Lucca sẽ được sáp nhập vào Đại công quốc Toscana khi gia đình giành lại quyền sở hữu Công quốc Parma. Sau đó, đại sứ Tây Ban Nha ở Turin đã nắm giữ Lucca cho đến khi Maria Luisa đến vào ngày 7 tháng 12 năm 1817.

## Nữ công tước xứ Lucca

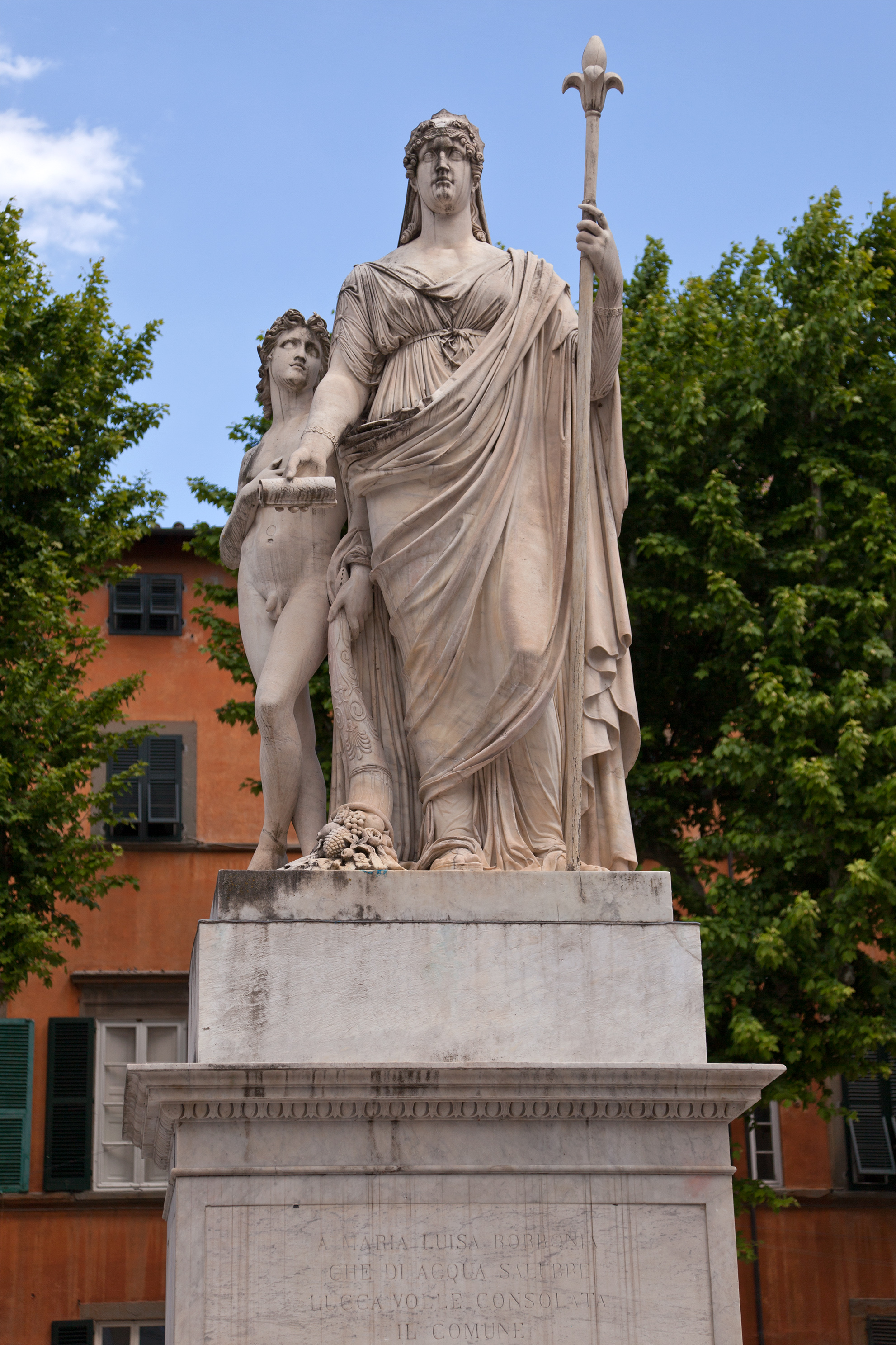
Tượng Maria Luisa tại Quảng trường Napoleone ở Lucca của Lorenzo Bartolini.

Khi Maria Luisa đến Lucca, bà đã 35 tuổi. Mười năm đấu tranh không ngừng đã lấy đi của bà: tuổi trẻ của bà đã qua và bà đã tăng cân rất nhiều. Tuy nhiên, bà đã đặt mục tiêu vào một cuộc hôn nhân mới. Đầu tiên, bà đã nói chuyện với Ferdinando III xứ Toscana cũng goá vợ, và là anh họ đời đầu của bà, có thể với ý định đảm bảo vị trí của mình ở Lucca và giành được chỗ đứng ở Đại công quốc Toscana. Sau khi điều này không thành công, bà đã thử với Đại công tước Ferdinand Karl Joseph của Áo-Este nhưng cũng không thành công. Sau vụ ám sát Charles Ferdinand, Công tước xứ Berry, vào năm 1820, có kế hoạch gả bà cho cha của ông, Vua tương lai Charles X của Pháp.
Sự kiên định của Maria Luisa là xóa bỏ mọi dấu vết của chính quyền Élisa Bonaparte, người đã cai trị Lucca từ năm 1805 đến năm 1814 và trên danh nghĩa là người kế nhiệm Maria Luisa ở Toscana vào năm 1808. Với tư cách là nữ công tước, bà đã thúc đẩy các công trình công cộng và văn hóa theo tinh thần khai sáng và trong thời gian bà cai trị, khoa học đã phát triển mạnh mẽ. Từ năm 1817 đến năm 1820, bà đã ra lệnh đổi mới hoàn toàn các đồ trang trí bên trong của Palazzo Ducale, Lucca, trang trí lại toàn bộ tòa nhà theo hình dạng hiện tại, biến Palazzo trở thành một trong những tòa nhà đẹp nhất ở Bán đảo Ý. Maria Luisa, một phụ nữ sùng đạo, rất ủng hộ giáo sĩ. Trong nhà nước nhỏ bé của bà, 17 tu viện mới đã được thành lập trong 6 năm trị vì của bà. Trong số các dự án mà bà đã hoàn thành có việc xây dựng một cống dẫn nước mới và phát triển Viareggio, cảng của Công quốc.
Về mặt chính trị, Maria Luisa đã bỏ qua hiến pháp do Đại hội Viên áp đặt lên bà và cai trị Lucca theo cách chuyên chế, mặc dù chính phủ của bà không phản động và áp bức. Khi những người theo chủ nghĩa tự do Tây Ban Nha áp đặt một hiến pháp lên anh trai bà, Vua Fernando VII, bà đã mở lòng với ý tưởng chấp nhận một hiến pháp, nhưng sự trỗi dậy trở lại của chế độ chuyên chế Tây Ban Nha vào năm 1823 đã chấm dứt ý định của bà. Năm 1820, bà đã sắp xếp đám cưới cho người con trai 20 tuổi của mình với Công chúa Maria Teresa xứ Savoy, một trong hai cô con gái sinh đôi của Vua Victor Emmanuel I của Sardinia. Mối quan hệ với con trai bà đã trở nên tồi tệ và sau đó ông phàn nàn rằng mẹ mình đã "hủy hoại ông về mặt thể chất, đạo đức và tài chính".

## Qua đời
Trong suốt những năm này, bà đã ở Lucca vào mùa hè và mùa đông thì ở Rome. Bà đã đến Rome vào ngày 25 tháng 10 năm 1823, đến Cung điện của mình ở Piazza Venezia khi đã cảm thấy không khỏe.  Vào ngày 22 tháng 2 năm 1824, bà đã ký di chúc và qua đời vì bệnh ung thư vào ngày 13 tháng 3 năm 1824 tại Rome. Thi thể của bà được đưa đến Tây Ban Nha để chôn cất tại Escorial. Một tượng đài tưởng niệm bà đã được dựng lên ở Lucca. Sau khi bà qua đời, bà được kế vị bởi con trai Carlo Ludovico.

## Con cái
Maria Luisa và Ludovico I của Etruria có với nhau 2 người con sống đến tuổi trưởng thành:
- Carlo Ludovico (22 tháng 12 năm 1799 – 16 tháng 4 năm 1883) kết hôn với Maria Teresa Ferdinanda của Sardegna, con gái của Vua Victor Emmanuel I xứ Sardinia và Maria Theresa của Áo-Este.
- Luisa Carlota (Barcelona, 2 tháng 10 năm 1802 – Rome, 18 tháng 3 năm 1857) kết hôn với Maximilian, Thái tử kế vị Sachsen, góa phụ của dì Carolina xứ Parma, làm vợ thứ hai của ông. Mặc dù cuộc hôn nhân không có con nhưng bà là mẹ kế của các con của Maximilian và Caroline, bao gồm cả các vị vua tương lai Friedrich August II của Sachsen và Johann I của Sachsen, và Maria Josepha Amalia của Sachsen, Vương hậu của Tây Ban Nha.

## Gia phả
| \| \| \| \| \| \| \| \| \| \| \| \| \| \| \| \| \| \| \| \| 16. Louis của Pháp (= 24) \| \| \| \| \| \| \| \| \| \| \| \| \| \| \| \| \| \| \| \| \| \| \| \| \| \| \| \| \| \| \| \| \| \| \| \| \| \| \| \| \| \| \| \| \| \| \| \| \| \| \| \| \| \| 8. Felipe V của Tây Ban Nha (= 12) \| \| \| \| \| \| \| \| \| \| \| \| \| \| \| \| \| \| \| \| \| \| \| \| \| \| \| \| \| \| \| \| \| \| \| \| \| \| \| \| \| \| \| \| \| \| \| \| \| \| \| \| \| \| 17. Maria Anna Victoria xứ Bayern (= 25) \| \| \| \| \| \| \| \| \| \| \| \| \| \| \| \| \| \| \| \| \| \| \| \| \| \| \| \| \| \| \| \| \| \| \| \| \| \| \| \| \| \| \| \| \| \| \| \| \| \| \| \| \| \| 4. Carlos III của Tây Ban Nha \| \| \| \| \| \| \| \| \| \| \| \| \| \| \| \| \| \| \| \| \| \| \| \| \| \| \| \| \| \| \| \| \| \| \| \| \| \| \| \| \| \| \| \| \| \| \| \| \| \| \| \| \| \| 18. Odoardo II xứ Parma (= 26) \| \| \| \| \| \| \| \| \| \| \| \| \| \| \| \| \| \| \| \| \| \| \| \| \| \| \| \| \| \| \| \| \| \| \| \| \| \| \| \| \| \| \| \| \| \| \| \| \| \| \| \| \| \| 9. Elisabetta xứ Parma (= 13) \| \| \| \| \| \| \| \| \| \| \| \| \| \| \| \| \| \| \| \| \| \| \| \| \| \| \| \| \| \| \| \| \| \| \| \| \| \| \| \| \| \| \| \| \| \| \| \| \| \| \| \| \| \| 19. Dorothea Sophie xứ Pfalz (= 27) \| \| \| \| \| \| \| \| \| \| \| \| \| \| \| \| \| \| \| \| \| \| \| \| \| \| \| \| \| \| \| \| \| \| \| \| \| \| \| \| \| \| \| \| \| \| \| \| \| \| \| \| \| \| 2. Carlos IV của Tây Ban Nha \| \| \| \| \| \| \| \| \| \| \| \| \| \| \| \| \| \| \| \| \| \| \| \| \| \| \| \| \| \| \| \| \| \| \| \| \| \| \| \| \| \| \| \| \| \| \| \| \| \| \| \| \| \| 20. August II của Ba Lan \| \| \| \| \| \| \| \| \| \| \| \| \| \| \| \| \| \| \| \| \| \| \| \| \| \| \| \| \| \| \| \| \| \| \| \| \| \| \| \| \| \| \| \| \| \| \| \| \| \| \| \| \| \| 10. August III của Ba Lan \| \| \| \| \| \| \| \| \| \| \| \| \| \| \| \| \| \| \| \| \| \| \| \| \| \| \| \| \| \| \| \| \| \| \| \| \| \| \| \| \| \| \| \| \| \| \| \| \| \| \| \| \| \| 21. Christiane Eberhardine xứ Brandenburg-Bayreuth \| \| \| \| \| \| \| \| \| \| \| \| \| \| \| \| \| \| \| \| \| \| \| \| \| \| \| \| \| \| \| \| \| \| \| \| \| \| \| \| \| \| \| \| \| \| \| \| \| \| \| \| \| \| 5. Maria Amalia của Ba Lan \| \| \| \| \| \| \| \| \| \| \| \| \| \| \| \| \| \| \| \| \| \| \| \| \| \| \| \| \| \| \| \| \| \| \| \| \| \| \| \| \| \| \| \| \| \| \| \| \| \| \| \| \| \| 22. Joseph I của Thánh chế La Mã \| \| \| \| \| \| \| \| \| \| \| \| \| \| \| \| \| \| \| \| \| \| \| \| \| \| \| \| \| \| \| \| \| \| \| \| \| \| \| \| \| \| \| \| \| \| \| \| \| \| \| \| \| \| 11. Maria Josepha Benedikta của Áo \| \| \| \| \| \| \| \| \| \| \| \| \| \| \| \| \| \| \| \| \| \| \| \| \| \| \| \| \| \| \| \| \| \| \| \| \| \| \| \| \| \| \| \| \| \| \| \| \| \| \| \| \| \| 23. Wilhelmine Amalie xứ Braunschweig-Lüneburg \| \| \| \| \| \| \| \| \| \| \| \| \| \| \| \| \| \| \| \| \| \| \| \| \| \| \| \| \| \| \| \| \| \| \| \| \| \| \| \| \| \| \| \| \| \| \| \| \| \| \| \| \| \| 1. María Luisa Josefina của Tây Ban Nha \| \| \| \| \| \| \| \| \| \| \| \| \| \| \| \| \| \| \| \| \| \| \| \| \| \| \| \| \| \| \| \| \| \| \| \| \| \| \| \| \| \| \| \| \| \| \| \| \| \| \| \| \| \| 24. Louis của Pháp (= 16) \| \| \| \| \| \| \| \| \| \| \| \| \| \| \| \| \| \| \| \| \| \| \| \| \| \| \| \| \| \| \| \| \| \| \| \| \| \| \| \| \| \| \| \| \| \| \| \| \| \| \| \| \| \| 12. Felipe V của Tây Ban Nha (= 8) \| \| \| \| \| \| \| \| \| \| \| \| \| \| \| \| \| \| \| \| \| \| \| \| \| \| \| \| \| \| \| \| \| \| \| \| \| \| \| \| \| \| \| \| \| \| \| \| \| \| \| \| \| \| 25. Maria Anna Victoria xứ Bayern (= 17) \| \| \| \| \| \| \| \| \| \| \| \| \| \| \| \| \| \| \| \| \| \| \| \| \| \| \| \| \| \| \| \| \| \| \| \| \| \| \| \| \| \| \| \| \| \| \| \| \| \| \| \| \| \| 6. Filippo I xứ Parma \| \| \| \| \| \| \| \| \| \| \| \| \| \| \| \| \| \| \| \| \| \| \| \| \| \| \| \| \| \| \| \| \| \| \| \| \| \| \| \| \| \| \| \| \| \| \| \| \| \| \| \| \| \| 26. Odoardo II xứ Parma (=18) \| \| \| \| \| \| \| \| \| \| \| \| \| \| \| \| \| \| \| \| \| \| \| \| \| \| \| \| \| \| \| \| \| \| \| \| \| \| \| \| \| \| \| \| \| \| \| \| \| \| \| \| \| \| 13. Elisabetta xứ Parma (= 9) \| \| \| \| \| \| \| \| \| \| \| \| \| \| \| \| \| \| \| \| \| \| \| \| \| \| \| \| \| \| \| \| \| \| \| \| \| \| \| \| \| \| \| \| \| \| \| \| \| \| \| \| \| \| 27. Dorothea Sophie xứ Pfalz (=19) \| \| \| \| \| \| \| \| \| \| \| \| \| \| \| \| \| \| \| \| \| \| \| \| \| \| \| \| \| \| \| \| \| \| \| \| \| \| \| \| \| \| \| \| \| \| \| \| \| \| \| \| \| \| 3. María Luisa của Parma \| \| \| \| \| \| \| \| \| \| \| \| \| \| \| \| \| \| \| \| \| \| \| \| \| \| \| \| \| \| \| \| \| \| \| \| \| \| \| \| \| \| \| \| \| \| \| \| \| \| \| \| \| \| 28. Louis của Pháp \| \| \| \| \| \| \| \| \| \| \| \| \| \| \| \| \| \| \| \| \| \| \| \| \| \| \| \| \| \| \| \| \| \| \| \| \| \| \| \| \| \| \| \| \| \| \| \| \| \| \| \| \| \| 14. Louis XV của Pháp \| \| \| \| \| \| \| \| \| \| \| \| \| \| \| \| \| \| \| \| \| \| \| \| \| \| \| \| \| \| \| \| \| \| \| \| \| \| \| \| \| \| \| \| \| \| \| \| \| \| \| \| \| \| 29. Maria Adelaide của Savoia \| \| \| \| \| \| \| \| \| \| \| \| \| \| \| \| \| \| \| \| \| \| \| \| \| \| \| \| \| \| \| \| \| \| \| \| \| \| \| \| \| \| \| \| \| \| \| \| \| \| \| \| \| \| 7. Louise Elisabeth của Pháp \| \| \| \| \| \| \| \| \| \| \| \| \| \| \| \| \| \| \| \| \| \| \| \| \| \| \| \| \| \| \| \| \| \| \| \| \| \| \| \| \| \| \| \| \| \| \| \| \| \| \| \| \| \| 30. Stanisław I của Ba Lan \| \| \| \| \| \| \| \| \| \| \| \| \| \| \| \| \| \| \| \| \| \| \| \| \| \| \| \| \| \| \| \| \| \| \| \| \| \| \| \| \| \| \| \| \| \| \| \| \| \| \| \| \| \| 15. Maria Leszczyńska của Ba Lan \| \| \| \| \| \| \| \| \| \| \| \| \| \| \| \| \| \| \| \| \| \| \| \| \| \| \| \| \| \| \| \| \| \| \| \| \| \| \| \| \| \| \| \| \| \| \| \| \| \| \| \| \| \| 31. Katarzyna Opalińskich \| \| \| \| \| \| \| \| \| \| \| \| \| \| \| \| \| \| \| \| \| \| \| \| \| \| \| \| \| \| \| \| \| \| \| \| \| \| \| \| \| \| \| \| \| \| \| \| \| \| \| \| |                                                    |  |  |  |  |  |  |  |  |  |  |  |  |  |  |  |
| |                                                    |  |  |  |  |  |  |  |  |  |  |  |  |  |  |  |
| | 16. Louis của Pháp (= 24)                          |  |  |  |  |  |  |  |  |  |  |  |  |  |  |  |
| |                                                    |  |  |  |  |  |  |  |  |  |  |  |  |  |  |  |
| |                                                    |  |  |  |  |  |  |  |  |  |  |  |  |  |  |  |
| | 8. Felipe V của Tây Ban Nha (= 12)                 |  |  |  |  |  |  |  |  |  |  |  |  |  |  |  |
| |                                                    |  |  |  |  |  |  |  |  |  |  |  |  |  |  |  |
| |                                                    |  |  |  |  |  |  |  |  |  |  |  |  |  |  |  |
| | 17. Maria Anna Victoria xứ Bayern (= 25)           |  |  |  |  |  |  |  |  |  |  |  |  |  |  |  |
| |                                                    |  |  |  |  |  |  |  |  |  |  |  |  |  |  |  |
| |                                                    |  |  |  |  |  |  |  |  |  |  |  |  |  |  |  |
| | 4. Carlos III của Tây Ban Nha                      |  |  |  |  |  |  |  |  |  |  |  |  |  |  |  |
| |                                                    |  |  |  |  |  |  |  |  |  |  |  |  |  |  |  |
| |                                                    |  |  |  |  |  |  |  |  |  |  |  |  |  |  |  |
| | 18. Odoardo II xứ Parma (= 26)                     |  |  |  |  |  |  |  |  |  |  |  |  |  |  |  |
| |                                                    |  |  |  |  |  |  |  |  |  |  |  |  |  |  |  |
| |                                                    |  |  |  |  |  |  |  |  |  |  |  |  |  |  |  |
| | 9. Elisabetta xứ Parma (= 13)                      |  |  |  |  |  |  |  |  |  |  |  |  |  |  |  |
| |                                                    |  |  |  |  |  |  |  |  |  |  |  |  |  |  |  |
| |                                                    |  |  |  |  |  |  |  |  |  |  |  |  |  |  |  |
| | 19. Dorothea Sophie xứ Pfalz (= 27)                |  |  |  |  |  |  |  |  |  |  |  |  |  |  |  |
| |                                                    |  |  |  |  |  |  |  |  |  |  |  |  |  |  |  |
| |                                                    |  |  |  |  |  |  |  |  |  |  |  |  |  |  |  |
| | 2. Carlos IV của Tây Ban Nha                       |  |  |  |  |  |  |  |  |  |  |  |  |  |  |  |
| |                                                    |  |  |  |  |  |  |  |  |  |  |  |  |  |  |  |
| |                                                    |  |  |  |  |  |  |  |  |  |  |  |  |  |  |  |
| | 20. August II của Ba Lan                           |  |  |  |  |  |  |  |  |  |  |  |  |  |  |  |
| |                                                    |  |  |  |  |  |  |  |  |  |  |  |  |  |  |  |
| |                                                    |  |  |  |  |  |  |  |  |  |  |  |  |  |  |  |
| | 10. August III của Ba Lan                          |  |  |  |  |  |  |  |  |  |  |  |  |  |  |  |
| |                                                    |  |  |  |  |  |  |  |  |  |  |  |  |  |  |  |
| |                                                    |  |  |  |  |  |  |  |  |  |  |  |  |  |  |  |
| | 21. Christiane Eberhardine xứ Brandenburg-Bayreuth |  |  |  |  |  |  |  |  |  |  |  |  |  |  |  |
| |                                                    |  |  |  |  |  |  |  |  |  |  |  |  |  |  |  |
| |                                                    |  |  |  |  |  |  |  |  |  |  |  |  |  |  |  |
| | 5. Maria Amalia của Ba Lan                         |  |  |  |  |  |  |  |  |  |  |  |  |  |  |  |
| |                                                    |  |  |  |  |  |  |  |  |  |  |  |  |  |  |  |
| |                                                    |  |  |  |  |  |  |  |  |  |  |  |  |  |  |  |
| | 22. Joseph I của Thánh chế La Mã                   |  |  |  |  |  |  |  |  |  |  |  |  |  |  |  |
| |                                                    |  |  |  |  |  |  |  |  |  |  |  |  |  |  |  |
| |                                                    |  |  |  |  |  |  |  |  |  |  |  |  |  |  |  |
| | 11. Maria Josepha Benedikta của Áo                 |  |  |  |  |  |  |  |  |  |  |  |  |  |  |  |
| |                                                    |  |  |  |  |  |  |  |  |  |  |  |  |  |  |  |
| |                                                    |  |  |  |  |  |  |  |  |  |  |  |  |  |  |  |
| | 23. Wilhelmine Amalie xứ Braunschweig-Lüneburg     |  |  |  |  |  |  |  |  |  |  |  |  |  |  |  |
| |                                                    |  |  |  |  |  |  |  |  |  |  |  |  |  |  |  |
| |                                                    |  |  |  |  |  |  |  |  |  |  |  |  |  |  |  |
| | 1. María Luisa Josefina của Tây Ban Nha            |  |  |  |  |  |  |  |  |  |  |  |  |  |  |  |
| |                                                    |  |  |  |  |  |  |  |  |  |  |  |  |  |  |  |
| |                                                    |  |  |  |  |  |  |  |  |  |  |  |  |  |  |  |
| | 24. Louis của Pháp (= 16)                          |  |  |  |  |  |  |  |  |  |  |  |  |  |  |  |
| |                                                    |  |  |  |  |  |  |  |  |  |  |  |  |  |  |  |
| |                                                    |  |  |  |  |  |  |  |  |  |  |  |  |  |  |  |
| | 12. Felipe V của Tây Ban Nha (= 8)                 |  |  |  |  |  |  |  |  |  |  |  |  |  |  |  |
| |                                                    |  |  |  |  |  |  |  |  |  |  |  |  |  |  |  |
| |                                                    |  |  |  |  |  |  |  |  |  |  |  |  |  |  |  |
| | 25. Maria Anna Victoria xứ Bayern (= 17)           |  |  |  |  |  |  |  |  |  |  |  |  |  |  |  |
| |                                                    |  |  |  |  |  |  |  |  |  |  |  |  |  |  |  |
| |                                                    |  |  |  |  |  |  |  |  |  |  |  |  |  |  |  |
| | 6. Filippo I xứ Parma                              |  |  |  |  |  |  |  |  |  |  |  |  |  |  |  |
| |                                                    |  |  |  |  |  |  |  |  |  |  |  |  |  |  |  |
| |                                                    |  |  |  |  |  |  |  |  |  |  |  |  |  |  |  |
| | 26. Odoardo II xứ Parma (=18)                      |  |  |  |  |  |  |  |  |  |  |  |  |  |  |  |
| |                                                    |  |  |  |  |  |  |  |  |  |  |  |  |  |  |  |
| |                                                    |  |  |  |  |  |  |  |  |  |  |  |  |  |  |  |
| | 13. Elisabetta xứ Parma (= 9)                      |  |  |  |  |  |  |  |  |  |  |  |  |  |  |  |
| |                                                    |  |  |  |  |  |  |  |  |  |  |  |  |  |  |  |
| |                                                    |  |  |  |  |  |  |  |  |  |  |  |  |  |  |  |
| | 27. Dorothea Sophie xứ Pfalz (=19)                 |  |  |  |  |  |  |  |  |  |  |  |  |  |  |  |
| |                                                    |  |  |  |  |  |  |  |  |  |  |  |  |  |  |  |
| |                                                    |  |  |  |  |  |  |  |  |  |  |  |  |  |  |  |
| | 3. María Luisa của Parma                           |  |  |  |  |  |  |  |  |  |  |  |  |  |  |  |
| |                                                    |  |  |  |  |  |  |  |  |  |  |  |  |  |  |  |
| |                                                    |  |  |  |  |  |  |  |  |  |  |  |  |  |  |  |
| | 28. Louis của Pháp                                 |  |  |  |  |  |  |  |  |  |  |  |  |  |  |  |
| |                                                    |  |  |  |  |  |  |  |  |  |  |  |  |  |  |  |
| |                                                    |  |  |  |  |  |  |  |  |  |  |  |  |  |  |  |
| | 14. Louis XV của Pháp                              |  |  |  |  |  |  |  |  |  |  |  |  |  |  |  |
| |                                                    |  |  |  |  |  |  |  |  |  |  |  |  |  |  |  |
| |                                                    |  |  |  |  |  |  |  |  |  |  |  |  |  |  |  |
| | 29. Maria Adelaide của Savoia                      |  |  |  |  |  |  |  |  |  |  |  |  |  |  |  |
| |                                                    |  |  |  |  |  |  |  |  |  |  |  |  |  |  |  |
| |                                                    |  |  |  |  |  |  |  |  |  |  |  |  |  |  |  |
| | 7. Louise Elisabeth của Pháp                       |  |  |  |  |  |  |  |  |  |  |  |  |  |  |  |
| |                                                    |  |  |  |  |  |  |  |  |  |  |  |  |  |  |  |
| |                                                    |  |  |  |  |  |  |  |  |  |  |  |  |  |  |  |
| | 30. Stanisław I của Ba Lan                         |  |  |  |  |  |  |  |  |  |  |  |  |  |  |  |
| |                                                    |  |  |  |  |  |  |  |  |  |  |  |  |  |  |  |
| |                                                    |  |  |  |  |  |  |  |  |  |  |  |  |  |  |  |
| | 15. Maria Leszczyńska của Ba Lan                   |  |  |  |  |  |  |  |  |  |  |  |  |  |  |  |
| |                                                    |  |  |  |  |  |  |  |  |  |  |  |  |  |  |  |
| |                                                    |  |  |  |  |  |  |  |  |  |  |  |  |  |  |  |
| | 31. Katarzyna Opalińskich                          |  |  |  |  |  |  |  |  |  |  |  |  |  |  |  |
| |                                                    |  |  |  |  |  |  |  |  |  |  |  |  |  |  |  |
| |                                                    |  |  |  |  |  |  |  |  |  |  |  |  |  |  |  |